# ALG Spor
L'ALG Spor est un club turc de football féminin basé à Gaziantep.

## Palmarès
- Championnat de Turquie
  - Champion (1) : 2022
  - Vice-champion (1) : 2019.

- Championnat de Turquie de deuxième division
  - Champion (1) : 2018.